# Henrik Syse

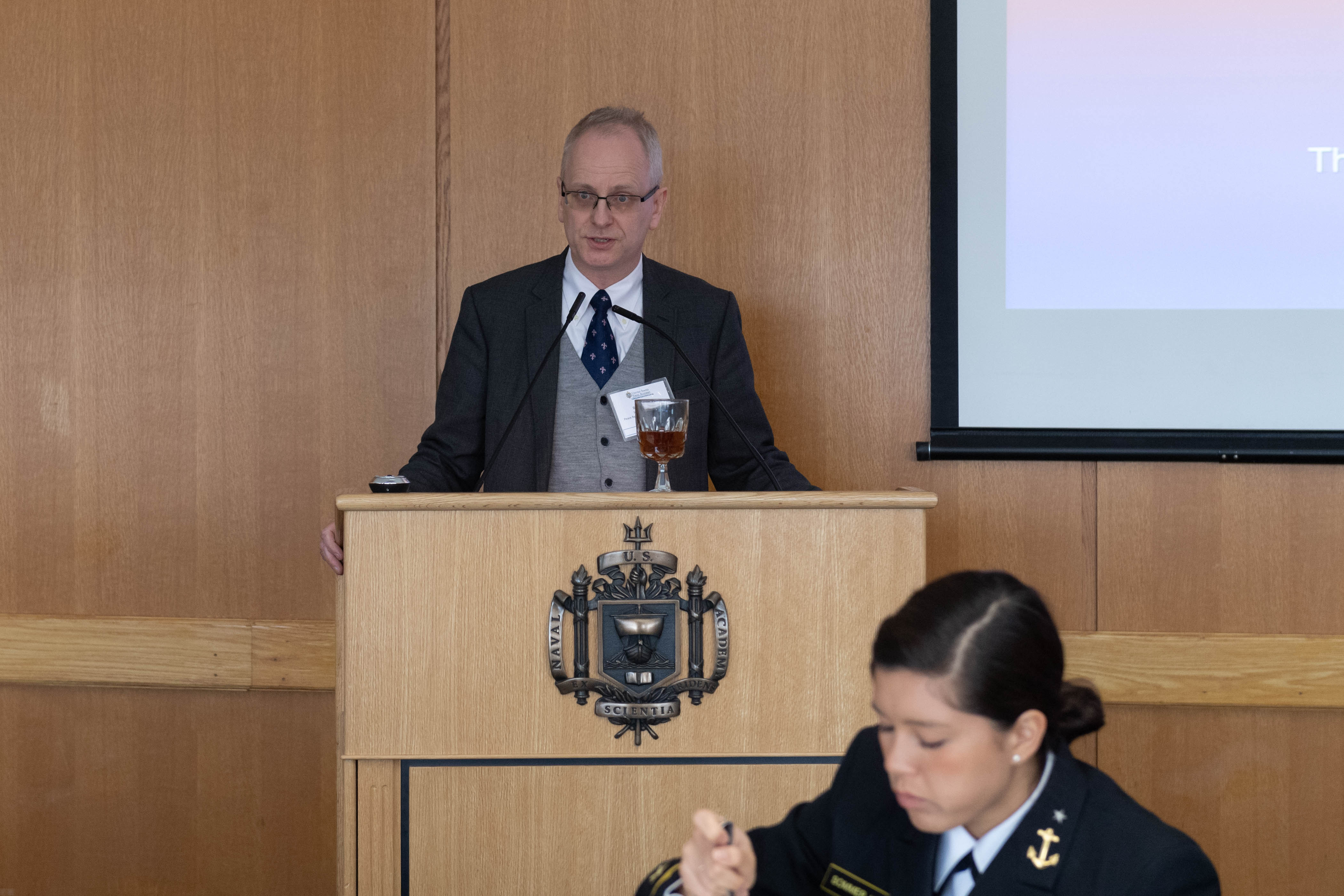
Henrik Syse

Henrik Syse (geboren am 19. April 1966) ist ein norwegischer Philosoph, Konfliktforscher und Autor.

## Biographie
Syse ist der Sohn des ehemaligen norwegischen Premierministers und Parlamentsabgeordneten Jan P. Syse (1930–1997).

### Studium
Syse studierte an der Universität Oslo und schloss dort 1989 mit einem Cand.Mag. (Bachelor of Arts) ab,  machte den Master of Arts am Boston College, USA (1991) und promovierte zum Dr. Art. (Ph.D.) an der Universität Oslo (1997). Während seines Studiums am Boston College erhielt er ein Fulbright-Stipendium.

### Karriere
Henrik Syse war von 2005 bis 2007 Leiter der Abteilung Corporate Governance der Norges Bank Investment Management (NBIM), die Europas größten Staatsfonds, den Government Pension Fund of Norway Global, verwaltet, und war bis 2009 als Berater und Referent für soziale Fragen für die NBIM tätig.
Von 2015 bis 2020 war er Mitglied des norwegischen Nobelkomitees, das den Friedensnobelpreis vergibt, und von 2002 bis 2016 Mitglied der norwegischen Pressebeschwerdekommission. Syse lehrt außerdem am Norwegian Defence University College, an der BI Norwegian Business School, an der MF Norwegian School of Theology, an der Universität Oslo und an anderen Hochschulen und ist Chefredakteur (zusammen mit Martin L. Cook) des Journal of Military Ethics, einer von Taylor & Francis herausgegebenen Zeitschrift mit Peer-Review.
Er ist Forschungsprofessor am Friedensforschungsinstitut Oslo (PRIO) und Teilzeitprofessor für Friedens- und Konfliktforschung am Bjørknes College in Oslo.
Am PRIO ist Henrik Syse auf Ethik und Recht in bewaffneten Konflikten sowie auf andere Fragen der internationalen Ethik spezialisiert. Außerdem beschäftigt er sich mit Fragen der freien Meinungsäußerung, Identität, Werten und den Folgen der Anschläge vom 22. Juli 2011 in Norwegen.

## Publikationstätigkeit
Er hat in den Bereichen Philosophie, Politik, Religion und Ethik, einschließlich Wirtschafts- und Berufsethik, veröffentlicht. Im Jahr 2007 wurde er vom Weltwirtschaftsforum in Davos als Young Global Leader nominiert. Er ist ein vielgefragter Dozent in Norwegen und im Ausland.
Zu seinen Veröffentlichungen auf Englisch gehören The Ethics of War: Classic and Contemporary Readings (herausgegeben mit Gregory Reichberg und Endre Begby, Blackwell, 2006), Natural Law, Religion, and Rights (St. Augustine’s Press, 2007) und Religion, War, and Ethics: A Sourcebook of Textual Traditions (herausgegeben mit Gregory Reichberg und Nicole Hartwell, Cambridge University Press, 2014). Er hat wissenschaftliche Artikel in Fachzeitschriften wie Security Dialogue, Journal of Peace Research, Augustinian Studies, Modern Age, Nordic Journal of Applied Ethics, Corporate Governance und Journal of Military Ethics veröffentlicht. Er hat mehrere Bücher in norwegischer Sprache zu Themen wie Glaube und Vernunft, Redefreiheit und angewandte Ethik veröffentlicht.

## Privates
Er ist aktiver Sonntagsschullehrer in seiner örtlichen Kirche in Fagerborg in Oslo und ist auch ein regelmäßiger Gast im norwegischen Rundfunk (NRK), wo er nicht nur über Politik und Philosophie spricht, sondern auch als Gast in der beliebten Radiosendung Herreavdelingens platesjappe über die Beatles diskutiert. Er ist mit der leitenden Beraterin Hanna Helene Syse (geb. 1965) verheiratet, mit der er vier Kinder hat.